# 口伝律法
口伝律法（くでんりっぽう、ヘブライ語: תורה שבעל פה, Torah she-bə‘al-Peh, トーラー・シェベアル＝ペ、英語：Oral law）、または口伝トーラー（Oral Torah）は、「成文（本になった）のトーラー（Written Torah）」と対になるユダヤ教の概念用語である。トーラーの法規面に関する、解釈・分析や議論の口伝の伝統。成文律法と同様にモーセがシナイ山で預かったものとして扱われる。もともと聖書の成立とは別にラビたちによる口伝の伝統であった。のちにユダ・ハナシーによってミシュナーとして編纂された。

## 沿革
ソフリーム（紀元前6世紀～紀元後1世紀）と呼ばれるラビたち、タナイーム（1世紀～3世紀）と呼ばれるラビたちによるトーラーに関する註解や議論をユダ・ハナシーが集大成したものをミシュナーという。これによりユダヤ教の口伝律法が初めて書面化された。
さらに、ミシュナーに関するアモライーム（3世紀～6世紀）のラビたちによる議論・註解はゲマーラー（ゲマラ）という。これらを合わせ、4世紀と5世紀にタルムードとして編纂されることになった。
また、聖書への解説や格言を通して教訓的なものを引き出したり、聖書に書かれていない物語や様々な逸話（ユダヤ教のあり方・思想・歴史・生活・人物）などの類を概念用語でアッガーダー（アガダー、「語り」）という。タルムードの3割はアッガーダーである。